# Embraer R-99
Embraer R-99 và P-99 là một loại máy bay chuyển đổi từ loại máy bay dân dụng phản lực vùng ERJ 145 cho các hoạt động mục đích quân sự. Seri R-99 trang bị với động cơ phản lực cánh quạt đẩy Rolls-Royce AE 3007, chúng được sửa đổi để tăng thêm 20% lực đẩy so với phiên bản dân dụng. Chuyến bay đầu tiên diễn ra vào năm 1999.

## Các phiên bản
R-99A
Đây là một máy bay điều khiển và cảnh báo sớm trên không, trang bị với radar Erieye do hãng Ericsson AB của Thụy Điển chế tạo. Không quân Brazil (FAB) tuyên bố nó có 95% năng lực của một máy bay AWACS cỡ lớn đang hoạt động trong không quân một số quốc gia trên thế giới.
R-99B
Đây là một máy bay viễn thám. Nó trang bị một radar khẩu độ tổng hợp, kết hợp với hệ thống quang-điện và FLIR cũng như bộ quét đa đa phổ. Máy bay cũng có khả năng thu thập tín hiệu tình báo và C3I.
P-99
Đây là một phiên bản tuần tra trên biển của P-99. Nó chia sẻ chung nhiều thiết bị cảm biến với R-99B, nhưng không phải là toàn bộ. Nó thiếu radar quét ngang và quét đa phổ. Nó giữ lại khả năng C3I và ELINT của R-99B. P-99 cũng có 4 giá treo dưới cánh, dùng để lắp ngư lôi, đạn tự hành chống tàu. México đã trở thành khách hàng mua phiên bản này.
Trong biên chế của Brasil, R-99A và R-99B đóng tại Căn cứ không quân Anapolis. 5 chiếc R-99A và 3 chiếc R-99B đang hoạt động trong không quân thuộc chương trình SIVAM.

## Các quốc gia sử dụng
Brasil
- Không quân Brazil - 5 R-99A, 3 R-99B

 Hy Lạp
- Không quân Hy Lạp - 4 R-99A

 México
- Không quân Mexico - 1 R-99A, 2 P-99

## Thông số kỹ thuật (ERJ 140)

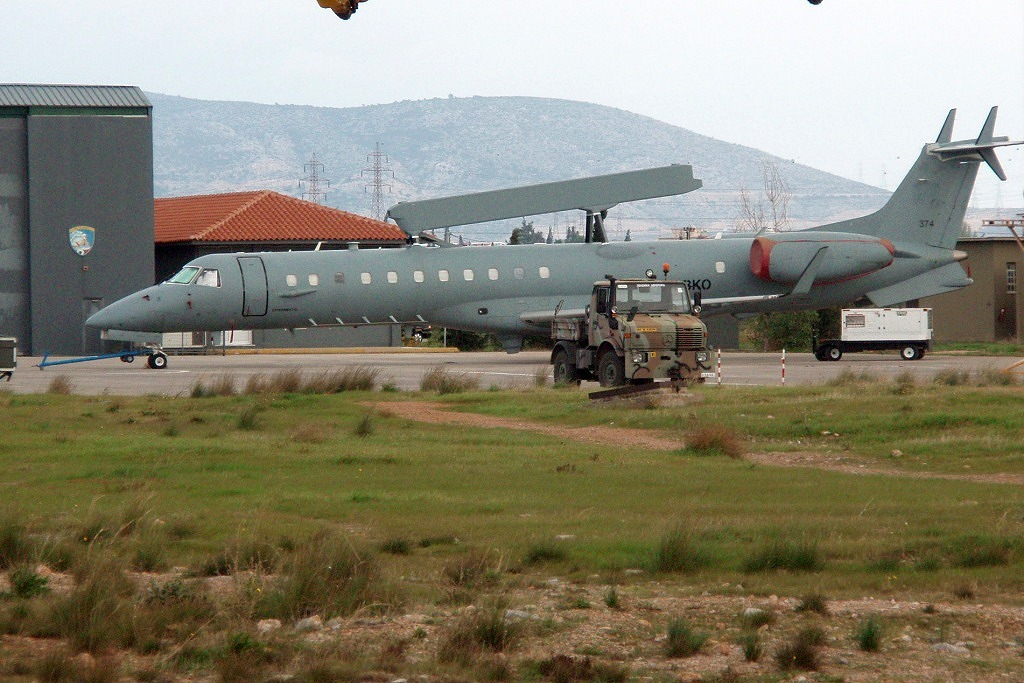
Embraer R-99A của Hy Lạp

### Đặc điểm riêng
- Phi đoàn: 3
- Chiều dài: 28.45 m (93 ft 4 in)
- Sải cánh: 20.04 m (65 ft 9 in)
- Chiều cao: 6.76 m (22 ft 2 in)
- Diện tích cánh: 51.2 m² (551 ft²)
- Trọng lượng rỗng: 11.740 kg (25.900 lb)
- Trọng lượng cất cánh: 17.100 kg (37.700 lb)
- Trọng lượng cất cánh tối đa: 21.100 kg (46.500 lb)
- Động cơ: 2× Rolls-Royce AE 3007A, 33.0 kN (7.420 lbf) mỗi chiếc

### Hiệu suất bay
- Vận tốc cực đại: 834 km/h (518 mph, Mach 0.78)
- Tầm bay: 3.019 km (1.876 dặm)
- Trần bay: 11.278 m (37.000 ft)
- Vận tốc lên cao: 780 m/min (2.560 ft/min)
- Lực nâng của cánh: 334 kg/m² (68 lb/ft²)
- Lực đẩy/trọng lượng: n/a

### Máy bay có cùng sự phát triển
- Embraer ERJ 145 family